# Johann Adalbert Angermayer

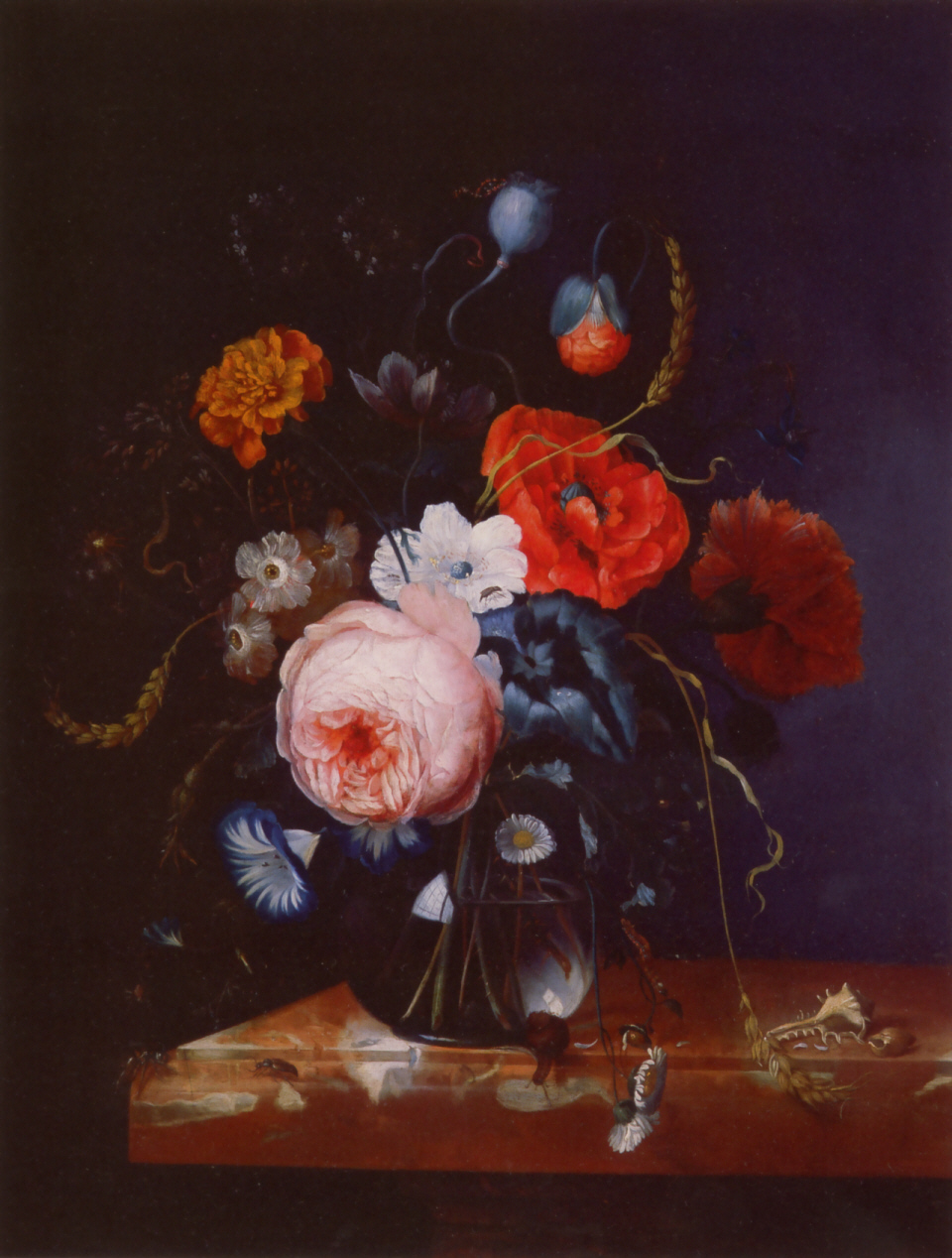
Strauß in gläserner Vase, um 1725

Johann Adalbert Angermayer, auch Angermeyer (* 22. April 1674 in Bilin; † 10. Mai 1742 in Prag) war ein deutsch-böhmischer Maler der Barockzeit.

## Leben
Johann Adalbert Angermayer, der in Tschechien als Jan Vojtěch Angermayer bezeichnet wird, war Schüler von Johann Rudolf Byss. Er war laut den erhaltenen Dokumenten zwischen 1707 und 1727 Mitglied der Malergilde der Prager Altstadt, wo er freundschaftliche Kontakte zum Maler Johann Michael Bretschneider unterhielt.
Zeit seines Lebens war Angermayer in Prag tätig, außerdem noch für das Kloster Ossegg in den Jahren 1719 bis 1722. Seine Schüler waren J. K. Hirschely, J. V. Jahn und K. Kastner. Er arbeitete gelegentlich mit Peter Johann Brandl zusammen.

## Bedeutung
Johann Adalbert Angermayer war ein bedeutender Stillleben-Maler der Barockzeit in Böhmen. Seine Vorbilder waren nicht so sehr die Holländer, sondern Georg Flegel. Er schuf auch Miniatur-Stillleben auf Holz und Kupfer, die sich durch sorgfältige Durchführung auszeichnen.
Von den über 70 bekannten Werken Angermayers befinden sich heute mehr als 20 Werke in Museen in Tschechien. Ein großer Teil stammt aus der 1723 erfolgten Versteigerung der Kunstsammlung des Felix Graf von Wrschowetz-Sekerka von Sedschitz.

## Werke (Auswahl)
- Blumenstrauß mit Tieren (Wien, Liechtenstein Museum, Inv. Nr. GE787), 1704, Öl auf Holz, 50×34 cm
- Strauß in gläserner Vase mit Muscheln auf dem Tisch (Sammlung Kooperativa, Wiener Städtische Versicherung), um 1725, Öl auf Holz, 41×32 cm
- Landschaft mit Reptilien und Insekten (I) (Wien, Belvedere, Inv. Nr. 1453), um 1730/40. Öl auf Leinwand, 77 × 62 cm
- Amorbüste mit Blumen (Bayerische Staatsgemäldesammlungen München, Inv. Nr. 1554), 1703[3]
- Memento mori (Bayerische Staatsgemäldesammlungen München, Inv. Nr. 1691), 1731
- Totes Federwild (Bayerische Staatsgemäldesammlungen München, Inv. Nr. 5197)
- Ein Pflaumenzweig (Bayerische Staatsgemäldesammlungen München, Inv. Nr. 5851)
- Stillleben mit drei toten Vögeln (Bayerische Staatsgemäldesammlungen München, Inv. Nr. 6081)
- Stillleben mit vier toten Vögeln (Bayerische Staatsgemäldesammlungen München, Inv. Nr. 6082)
- Vorbereitung des Gastmahls oder Vor dem Fest (Nationalgalerie Prag),
- Blumenstrauß mit blauer Hyazinthe (Nationalgalerie Prag)
- Ruhender Hase (Nationalgalerie Prag)
- Früchte (Nationalgalerie Prag)
- Stillleben mit toten Vögeln (Nationalgalerie Prag)
- Stillleben mit Schmuck (Nationalgalerie Prag)
- Ruhender Hase (Nationalgalerie Prag), 1732
- Stillleben mit Vögeln und Taschenmesser (Oblastní galerie Liberec)
- Stillleben mit Eidechse und Laubfrosch
- Blumenstillleben mit Kanarienvogel
- Blumen in einer Vase in einer Steinnische (1719)
- Blumenstrauß in einer Glasvase mit Muscheln auf dem Tisch (um 1725)
- Kohlmeise in einem Waldesgrund (1732)
- Stillleben mit Pflanzen und Insekten (1732)